# Brice Panel
Brice Panel (Francia, 13 de junio de 1983) es un atleta francés especializado en la prueba de 4 × 400 m, en la que consiguió ser campeón europeo en pista cubierta en 2005.

## Carrera deportiva
En el Campeonato Europeo de Atletismo en Pista Cubierta de 2005 ganó la medalla de oro en los relevos de 4x400 metros, con un tiempo de 3:07.90 segundos, por delante de Reino Unido (plata) y Rusia (bronce).